# جانيس غالواي
جانيس غالواي (بالإنجليزية: Janice Galloway)‏ (ديسمبر 1955 في المملكة المتحدة)؛ مؤلفة، كاتِبة وروائية بريطانية.